# Herlheimer Mulde
Die Herlheimer Mulde ist eine kleinteilige naturräumliche Einheit (5. Ordnung) mit der Ordnungsnummer 137.14 auf dem Gebiet der unterfränkischen Gemeinden Gochsheim, Grettstadt, Kolitzheim und Sulzheim. 

## Lage
Die Herlheimer Mulde (137.14) bildet eine Untereinheit innerhalb der Haupteinheit Iphofen-Gerolzhofener Steigerwaldvorland (137.1). Sie ist Teil des Steigerwaldvorlandes (137) und damit ein Naturraum in der Haupteinheitengruppe der Mainfränkischen Platten. Im Norden schließt das Hesselbacher Waldland (139) an das Gebiet an, während im Nordosten das am Main gelegene Oberthereser Maintal (137.21) beginnt. Der Osten wird vom ebenfalls zur gleichen Haupteinheit gehörenden Raum Donnersdorfer Steigerwaldvorland (137.15) eingenommen. Der Südosten und der Süden leitet in das Steigerwaldvorland von Neuses (137.12) über. Westlich schließt die Gaibacher Lößhochfläche (137.13) an, während der Übergang zum Schweinfurter Becken (136) im Nordwesten nahezu unsichtbar ist.
Zu Beginn des 21. Jahrhunderts wurde die Ausdehnung des Naturraums in einem Aufsatz von Karl-Albert Habbe vergrößert. Der bisher zum Schweinfurter Becken gerechnete Mönchberg-Rücken in der Nähe von Gochsheim wurde der Herlheimer Mulde zugeschlagen.
Der Naturraum liegt im Süden des Landkreises Schweinfurt und wird auf dieser Seite vom Volkacher Sattel begrenzt. Auf administrativer Ebene sind lediglich drei bzw. vier Großgemeinden innerhalb des Naturraums zu finden, wobei den größten Anteil die Gemarkungen der Gemeinde Kolitzheim ausfüllen. Der Naturraum wird von der Bundesstraße 286 in zwei, nahezu gleich große, Teile geteilt. Die nördliche Grenze des Naturraums ist heute gleichbedeutend mit der Grenze der Landkreise Schweinfurt und Haßberge.

## Landschaftscharakteristik
Die Herlheimer Mulde präsentiert sich als weite, waldarme Lettenkeupermulde im Steigerwaldvorland. Die Fläche unterscheidet sich vom benachbarten Schweinfurter Becken durch die weite Verbreitung staunasser Tonböden. Die Oberfläche besitzt, im Vergleich zu den weiter südlich angrenzenden Naturräumen des Steigerwaldvorlandes eine geringe Reliefenergie. Daraus resultiert die nur schwache natürliche Entwässerung des Gebietes in Richtung des Maines, der weiter westlich vorbeifließt.
Die tiefliegenden Stellen des Areals weisen aus diesem Grund einen hohen Grundwasserstand auf, was noch durch die tonigen Beimischungen der Lettenkeuperböden verstärkt wird. Die Folge dieser Charakterisierung sind kleinere Vermoorungen. Die ackerbauliche Nutzung und der Anbau von Obst ist unter diesen Umständen nur unter Schwierigkeiten möglich. Der Naturraum wird deshalb, insbesondere in tieferen Lagen wie dem Oberlauf der Volkach oder der Unkenbachaue, von Dauergrünland dominiert. Heute ragt der städtische Verdichtungsraum um Schweinfurt weit in den Naturraum hinein.

## Schutzgebiete
Der Naturraum weist eine Vielzahl an Schutzgebieten aus nahezu allen Schutzkategorien auf. Besonderen Schutz bedürfen die Naturschutzgebiete, darunter das für die Landschaft so typische Areal Riedholz und Grettstädter Wiesen mit kleineren Wald- und Moorflächen. Daneben liegt der Sulzheimer Gipshügel am Rande des Naturraums. Die Unkenbachaue ist als Fauna-Flora-Habitat vermerkt, während die größten Schutzflächen vom ausgedehnten Vogelschutzgebiet Schweinfurter Becken und nördliches Steigerwaldvorland eingenommen werden.